# LIVE H
『LIVE H』は、日本放送協会（NHK）の総合テレビジョンで放送されていた番組。